# Själ (film)
Själ (originaltitel: Душа, Dusja) är en sovjetisk film från 1981. Den var en av de mest visade filmerna i det forna Sovjetunionen. 